# 白花蓬子菜
白花蓬子菜（学名：Galium verum var. lacteum）为茜草科拉拉藤属下的一个变种。

## 扩展阅读
- 維基物種上的相關：白花蓬子菜